# Саймън Кузнец
Саймън Смит Кузнец (на английски: Simon Smith Kuznets; на руски: Семён Абрамович Кузнец) е американски икономист, статистик и демограф от руско-еврейски произход.
Печели Нобелова награда за икономика за емпирично обоснованата интерпретация на икономическия растеж, даваща ново и по-задълбочено разбиране на икономическата и социалната структура и на процеса на развитието, през 1971 г.

## Биография
Саймън Кузнец е роден в Пинск (днешна Брестка област), Беларус, Руска империя, в семейство на евреи. Учи в Украйна до 1922 г., когато се мести в САЩ, където завършва Колумбийския университет.
От 1936 до 1954 г. е професор по икономика и статистика в Пенсилванския университет, а от 1960 до 1971 г. – в Харвардския университет, след което се пенсионира.
През 1971 г. е удостоен с Нобелова награда за икономика.

## Избрана библиография
- „Secular Movements in Production and Prices: Their Nature and Their Bearing upon Cyclical Fluctuations“. (1930)
- „National Income and Capital Formation, 1919 – 1935“. (1937)
- „National Income and Its Composition, 1919 – 1938“. (1941)
- „Economic Growth and Income Inequality“. American Economic Review 45 (March): 1 – 28. (1955)
- „Quantitative aspects of the economic growth of nations, VIII: The distribution of income by size“, Economic Development and Cultural Change, 11, pp. 1 – 92. (1963)
- „Modern Economic Growth: Rate, Structure, and Spread“. (1966)
- „Toward a Theory of Economic Growth, with Reflections on the Economic Growth of Modern Nations“. (1968)
- „Economic Growth of Nations: Total Output and Production Structure“. (1971)
- „Population, Capital and Growth“. (1973)